# Heliolitida
De Heliolitida zijn een orde van uitgestorven koralen. De koralieten worden gescheiden door dunne buisvormige verbindingen, met uitzondering van sommige Halysitinae (een van de belangrijkste families in de Heliolitida). Bij alle vertegenwoordigers zijn er gewoonlijk twaalf septa te onderscheiden.
In sommige bronnen worden de Heliolitida als onderorde in de Tabulata geplaatst.

Geologische tijdlijn van enkele belangrijke fossiele groepen bloemdieren vanaf 600 miljoen jaar geleden.